# 切佩斯

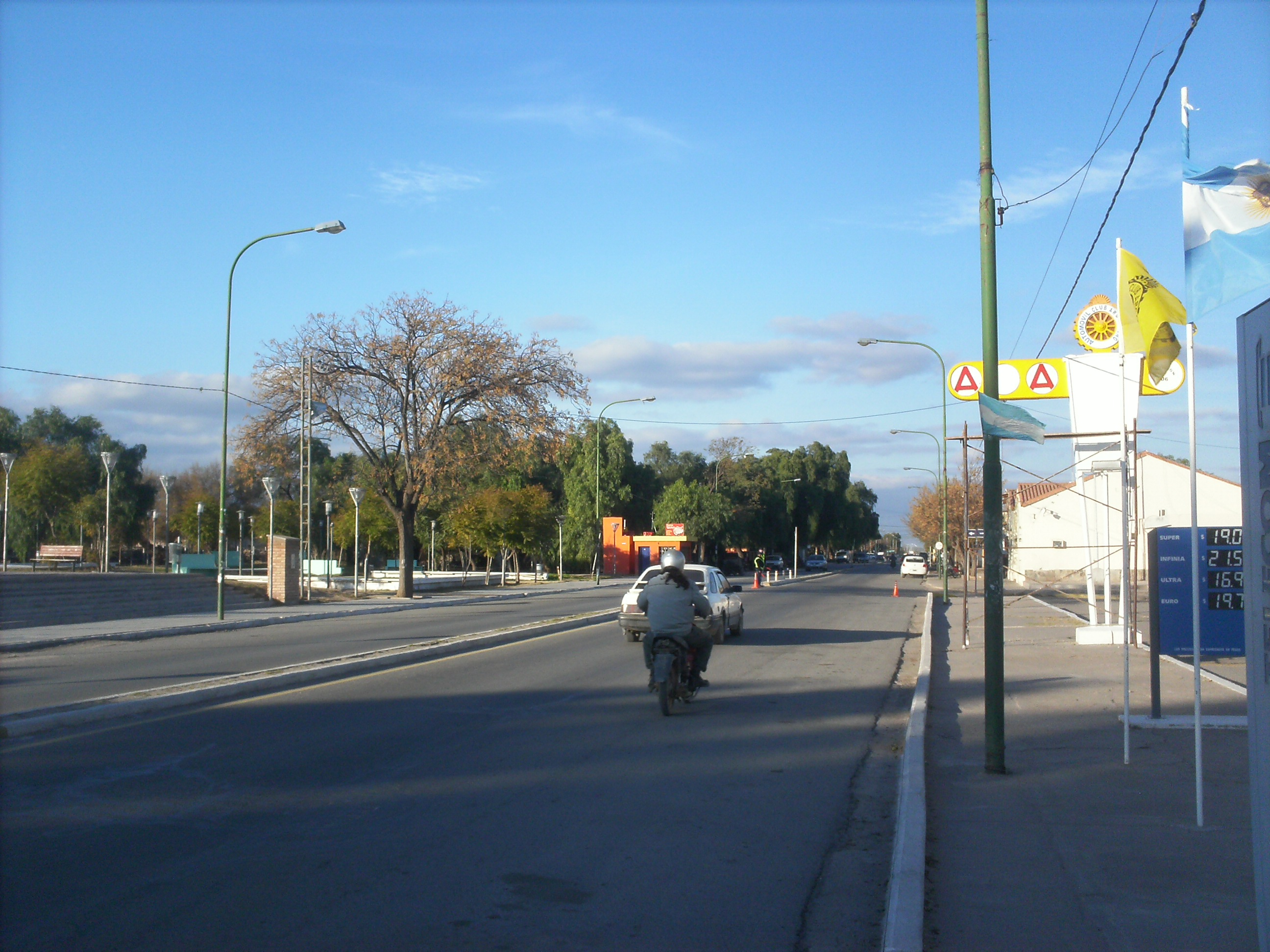
切佩斯

切佩斯（西班牙語：Chepes），是阿根廷的城鎮，位於該國西北部拉里奧哈省，是羅薩里奧貝拉佩尼亞洛薩的首府，海拔高度714米，該地區的地震活動頻繁和低強度，2010年人口11,039。
31°16′S 66°35′W / 31.267°S 66.583°W